# Luna Parker

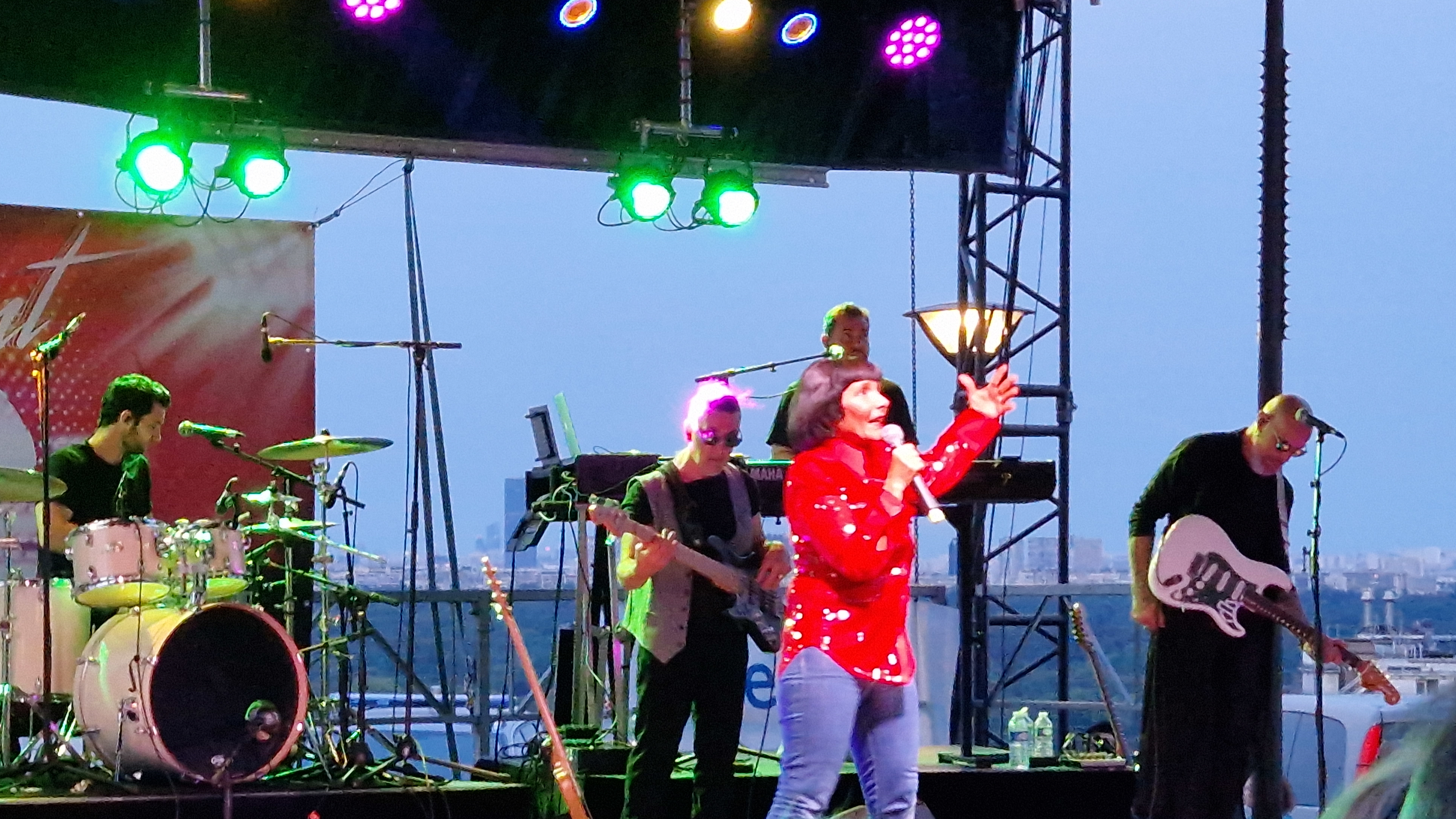
em um concerto em 30 de junho de 2023

Luna Parker foi um grupo musical francês que atuou na década de 1980.

## História
Rachel Ortas e Eric Tabuchi formaram a dupla após deixarem o grupo musical de new wave Tokow Boys. Seu single "Tes états d'âme... Éric" tornou-se um êxito na França em 1986; e lançaram um único álbum, Félin pour l'autre, em 1988.

## Discografia

### Singles
- 1986 - Tes états d'âme... Éric (10ª posição na França,[1] disco de prata[2])
- 1987 - Le challenge des espoirs
- 1988 - Fric-Frac
- 1988 - Tic-Taquatique

### Álbuns
- 1988 - Félin pour l'autre